# 始興大也駅
始興大也駅（シフンデヤえき、朝鮮語: 시흥대야역）は、大韓民国京畿道始興市大也洞にある西海線の駅である。全羅北道群山市にある同音の大野駅と区別するために、頭に市名の「始興」を付けた。

## 歴史
- 2013年10月21日 - 事業用鉄道路線告示にて駅名を大也駅に決定。[1]
- 2018年4月6日 - 鉄道距離表告示にて始興大也駅に駅名変更。[2]
- 2018年6月16日 - 西海線開業。[3]

## 駅構造

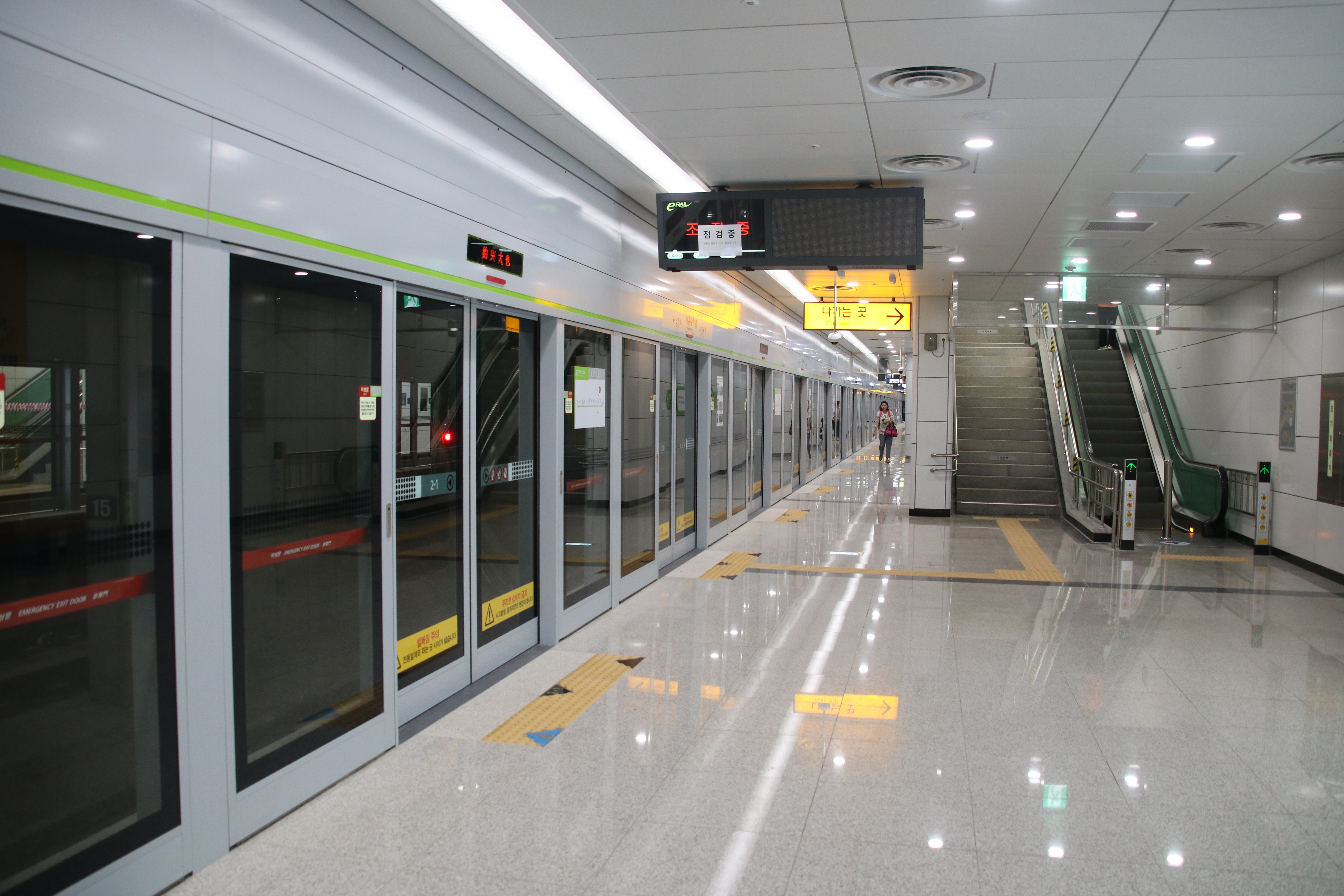
ホーム

2面2線の相対式ホームを有する。
スクリーンドアが設置されている。

### のりば
| 上行 | ● 西海線 | 素砂方面 |
| 下行 | ● 西海線 | 元時方面 |

## 駅周辺
- CGV始興店

## ギャラリー

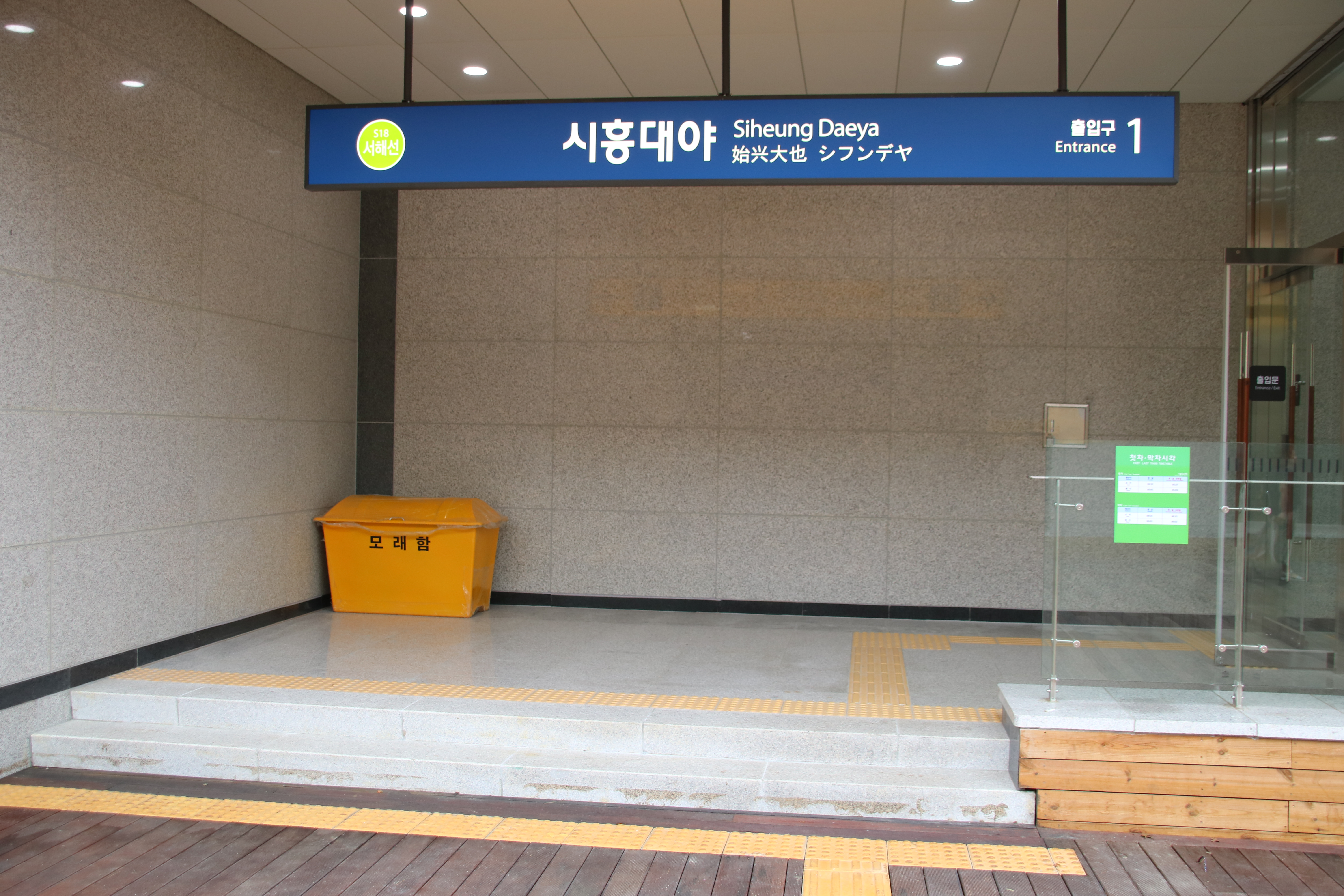
1番 出入口
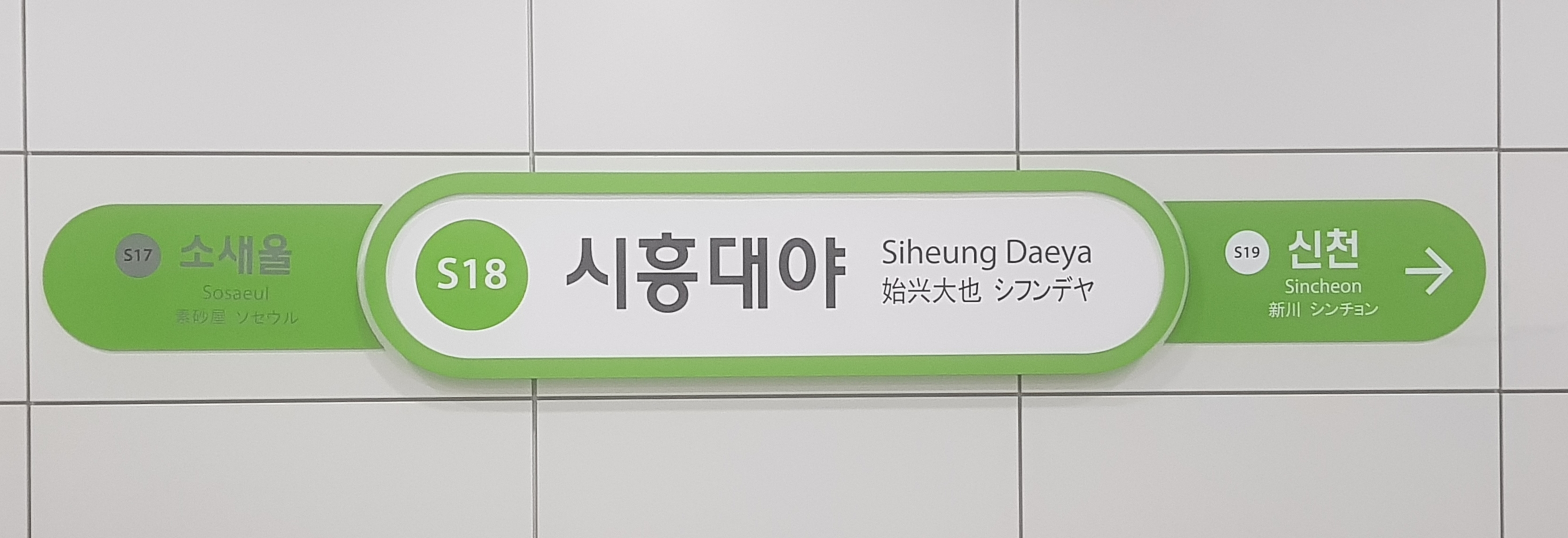
駅名標

## 隣の駅
素砂元時線運営
●西海線　
ソセウル駅 (S17) - 始興大也駅 (S18) - 新川駅 (S19)